# Osaka (zatoka)
Zatoka Osaka (jap. 大阪湾 Ōsaka-wan) – zatoka w zachodniej części wyspy Honsiu (Honshū), w Japonii. 
Stanowi wschodnią część Morza Wewnętrznego (Seto-naikai) i jest połączona z Oceanem Spokojnym przez cieśninę Kitan oraz kanał Kii, a z Morzem Wewnętrznym przez cieśninę Akashi. Nad zatoką leżą m.in. miasta portowe: Osaka, Kobe, Nishinomiya, Sakai, Amagasaki, Kishiwada.
Na zatoce utworzono wiele sztucznych wysp m.in. dla portu i lotniska w Kobe oraz dla lotniska Kansai.

## Galeria

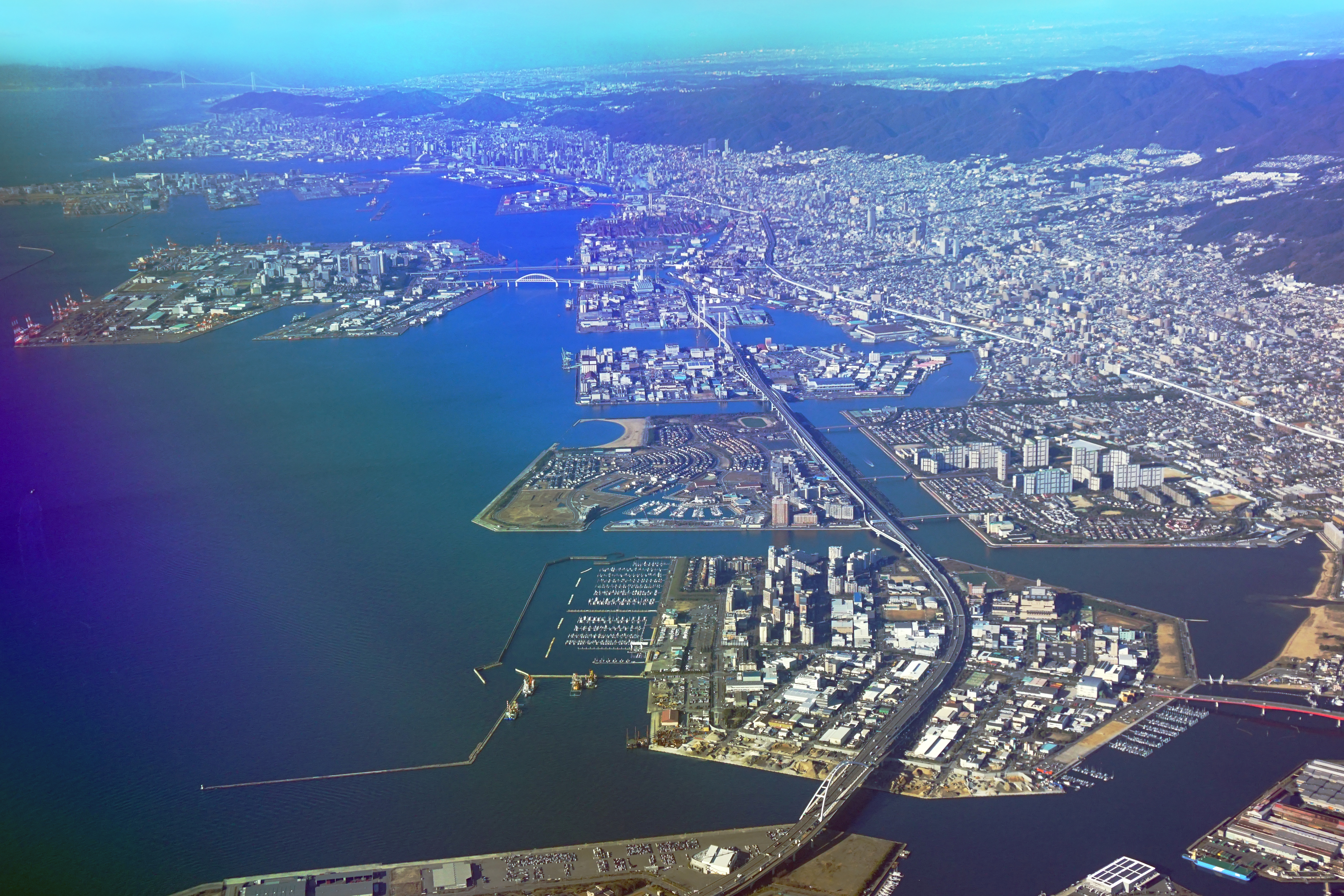
Port Hanshin[a] w zatoce Osaka
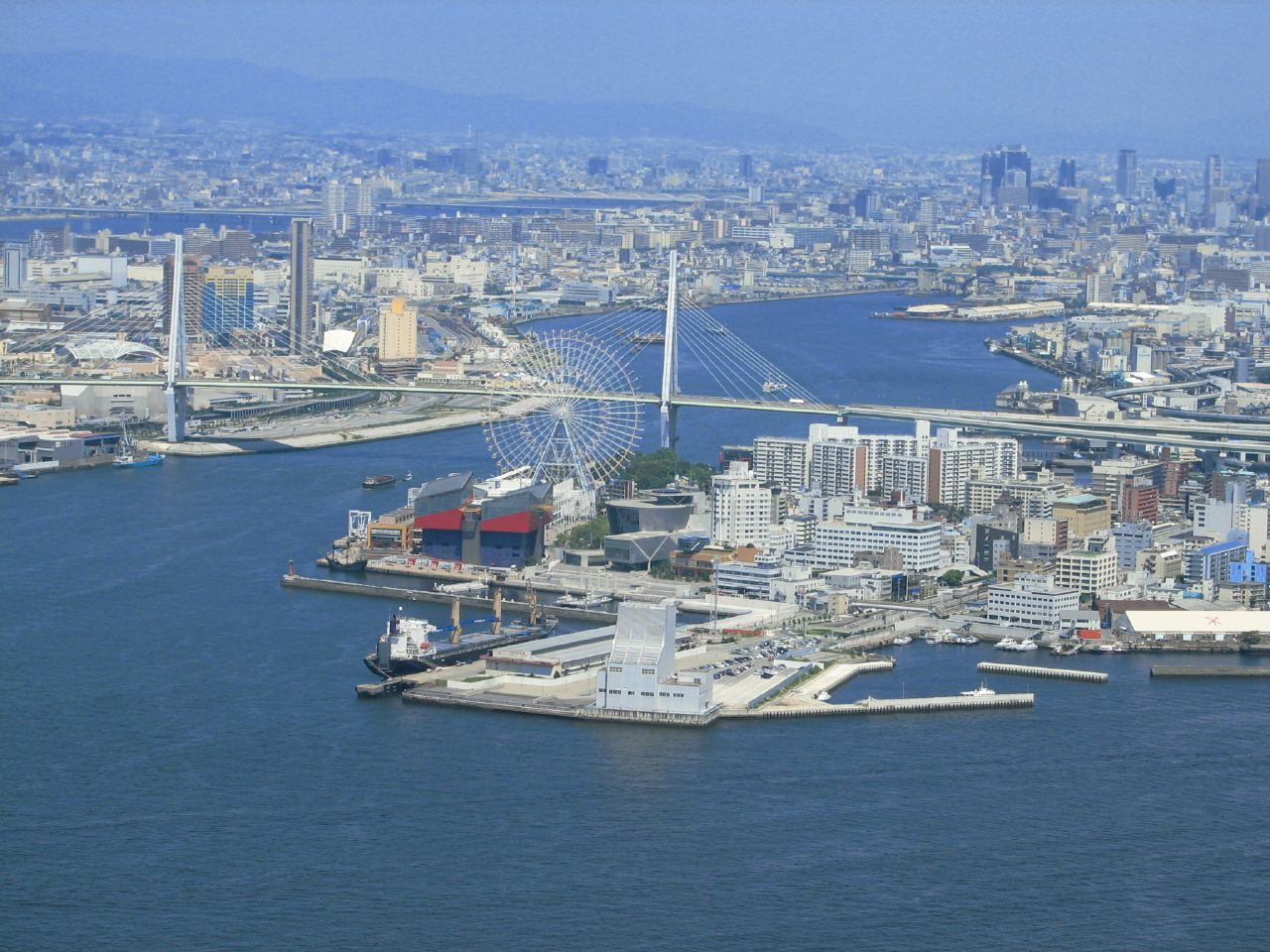
Port Osaka